# Ніколіна Світлана Володимирівна
Світлана Володимирівна Ніко́ліна (народилася 11 лютого 1966 в м. Здолбунів, Рівненської області) — український політик, заступник голови Народного Руху України.

## Освіта
У 1987 з відзнакою закінчила Рівненський державний педагогічний інститут за спеціальністю вчитель української мови та літератури. 

## Кар'єра
З 1987 займала такі посади: 
- вихователь Гільчанської середньої школи Здолбунівського району Рівненської області.
- вчитель української мови та літератури Миротинської неповної середньої школи Здолбунівського району Рівненської області.
- вчитель української мови та літератури Здолбунівської середньої школи № 1 Рівненської області.
- вчитель народознавства, української мови та літератури Здолбунівської загальноосвітньої школи № 6 Рівненської області.
- завідувачка відділу з гуманітарних питань Здолбунівської райдержадміністрації Рівненської області.
- вчитель української мови та літератури Здолбунівської загальноосвітньої школи № 6 Рівненської області.
- помічник-консультант народного депутата України Верховної Ради України.
- голова Здолбунівської райдержадміністрації Рівненської області[1][2].
- помічник-консультант народного депутата України Верховної Ради України.

## Громадсько-політична діяльність
Була членом Народного Руху України, пізніше Української Народної Партії, депутатом Здолбунівської міської ради Рівненської області, головою Здолбунівської районної організації НРУ (УНП), керівником виборчого блоку «Наша Україна» в Здолбунівському районі Рівненської області, керівником Здолбунівського районного виборчого штабу Віктора Ющенка, головою Здолбунівської районної державної адміністрації, депутатом Здолбунівської районної ради Рівненської області, головою Здолбунівської районної організації УНП, головою Рівненського обласного об'єднання ВУТ «Просвіта» ім. Т.Шевченка. 
У серпні 2009 — обрана головою Рівненської обласної організації УНП вперше, а в листопаді 2011 — вдруге.
19 травня 2013 на всеукраїнському об'єднавчому з'їзді Народного Руху України (НРУ) і Української народної партії (УНП) обрана одним із чотирьох заступників голови об'єднаної політичної сили Народний Рух України